# Ouratea stenobasis
Ouratea stenobasis är en tvåhjärtbladig växtart som beskrevs av C. Whitefoord. Ouratea stenobasis ingår i släktet Ouratea och familjen Ochnaceae. Inga underarter finns listade i Catalogue of Life.